# Amina Mohamed
Amina Mohamed (Kakamega, 5 oktober 1961) is een Keniaanse advocate, diplomate en politica. Sinds 26 januari 2018 is ze minister van Onderwijs.

## Levensloop

### Biografie
Mohameds ouders zijn etnische Somaliërs en komen oorspronkelijk uit Khatumo. Amina Mohamed werd als Aamina Maxamed Jibriil in Kakamega geboren als de op een na jongste van negen kinderen.
Na haar basisopleiding in Kakamega ging ze naar een middelbare school in Butere en vervolgens in Eldoret. Na het behalen van haar diploma begon ze een studie internationaal recht aan de Universiteit van Kiev (Oekraïense Socialistische Sovjetrepubliek) en behaalde ze haar masterdiploma in de rechten. Later volgde ze een postdoctorale opleiding internationale betrekkingen aan de Universiteit van Oxford.

### Carrière
Mohameds beroepscarrière begon in 1985, toen ze als juridisch directeur bij het ministerie van Devoluties aangesteld werd. Tijdens deze periode heeft ze talrijke internationale verdragen en bilaterale overeenkomsten opgesteld en onderhandeld die bindend zijn voor de Keniaanse staat.
Tussen 1990 en 1993 bekleedde ze de functie van juridisch adviseur bij het Bureau van de Verenigde Naties in Genève namens Kenia. In 1993 beëindigde ze deze functie om haar studie internationale betrekkingen aan de universiteit van Oxford af te ronden. In 1997 werkte ze bij de Veiligheidsraad van de Verenigde Naties te New York.
Op 13 mei 2011 werd ze door de secretaris-generaal van de Verenigde Naties, Ban Ki-moon, benoemd als plaatsvervangend uitvoerend directeur van het Milieuprogramma van de Verenigde Naties.
Haar lange ervaring in internationale betrekkingen bracht president Uhuru Kenyatta ertoe haar op 23 april 2013 tot minister van Buitenlandse Zaken te benoemen. Haar benoeming werd goedgekeurd door de Nationale Vergadering op 20 mei 2013, en op 23 april 2013 werd ze voor deze functie beëdigd. Zij is de eerste vrouw in Kenia die deze functie wist te bemachtigen.
In 2017 solliciteerde ze voor de functie van voorzitter van de Commissie van de Afrikaanse Unie, die uiteindelijk werd gewonnen door de Tsjadische Moussa Faki Mahamat.
In januari 2018 werd ze benoemd tot de Keniaanse minister van Onderwijs.
In juli 2020 werd ze opnieuw door Kenia genomineerd voor de functie van directeur-generaal van de Wereldhandelsorganisatie, als opvolger van Roberto Azevêdo, die aankondigde op 31 augustus 2020 af te treden.

### Privéleven
Amina Mohamed is een praktiserende moslima en sinds 2002 getrouwd met Khalid Ahmed, met wie ze twee kinderen heeft. Het echtpaar heeft daarnaast ook vier weeskinderen geadopteerd.